# Toasting
Toasting, chatting o beatboxing es la acción de hablar o cantar, normalmente de modo monótono, sobre un ritmo. Las letras pueden ser tanto improvisadas como escritas previamente. El toasting puede encontrarse en diferentes tradiciones africanas como el canto de los griots así como en la música jamaicana. Puede encontrarse el toasting en la mayor parte de los estilos de esta, como dancehall, reggae, ska, dub y lovers rock. El estilo del toasting, que combina frases habladas con otras cantadas, se piensa que está en el origen de la forma de canto del rap. La combinación de canto con toasting es conocida como singjaying.

## Toasting jamaicano
Hacia mediados de los años 80 se desarrolló en el ámbito de la música de Jamaica el estilo llamado deejay toasting. Los deejays trabajaban para los productores, y tocaban los últimos hits del momento en sus sound systems móviles en las fiestas. Estos influenciados por los DJs de las radioemisoras norteamericanas que eran audibles en la isla, como Jocko Henderson, añadieron sobre esas canciones que pinchaban los selectors, frases vocales propias. Estos "toasts" solían consistir en comentarios graciosos, himnos, rimas medio cantadas, cánticos rítmicos, chillidos, gritos e historias rimadas. La invención de esta práctica se adjudica a Winston Count Matchuki
Gracias al desarrollo del dub, un estilo directo precesor del actual remix en el que predominan los temas instrumentales, los DJs pudieron expandir y ampliar el arte del toasting. En el dub es habitual la existencia de dubplates, vinilos sin vocales y caracterizados por la presencia de efectos y ecos.
Algunos de los deejays que practicaban el toasting hacia finales de los años 80 y principios de los 90 son U-Roy, King Stitt "The Ugly One" y Dennis Alcapone. También I-Roy (cuyo apodo es un homenaje a U-Roy) y Dillinger. De los años 80 sobresale Yellowman, el dúo Michigan & Smiley en Jamaica, y en Inglaterra Pato Banton o Ranking Roger.

## Influencia posterior
El estilo de rimas rítmicas característico del toasting influenció y propició el surgimiento del rapping, modo típico de cantar del estadounidense Ejemplos que confirmarían este hecho son los del pionero del rap DJ Kool Herc en EE. UU. que está en el origen del género, o la forma de cantar de A Tribe Called Quest.